# Electricity
Electricity – pierwszy singiel angielskiego zespołu OMD, pochodzący z debiutanckiego albumu studyjnego OMD. Singiel został wydany 21 maja 1979 za pośrednictwem wytwórni Factory i DinDisc.
Utwór znalazł się na następujących wydaniach:
- Orchestral Manoeuvres in the Dark
- The Best of OMD
- The OMD Singles
- Peel Sessions 1979-1983
- The Id
- Organisation
- Messages: Greatest Hits